# Иван Славейков
Иван Петков Славейков е български просветен деец, филолог и политик от Либералната, по-късно от Демократическата партия. Той е кмет на София (1885 – 1886) и министър на народното просвещение (1901).

## Биография
Иван Славейков е роден на 29 октомври (17 октомври стар стил) 1853 в Трявна. Той е най-големият син на просветния деец Петко Славейков и брат на Рачо, Христо и Пенчо Славейков. Известно време учи в английски колеж в Малта, а от 1865 до 1871 – в Роберт колеж в Цариград. След завръщането си в родния град става един от основателите и пръв председател на читалище „Трудолюбие“. След това е учител във Враца (1872 – 1875) и Стара Загора (1876), преподава френски език в Роберт колеж (1876 – 1878). След потушаването на Априлското въстание през 1876 г. съвместно със Стефан Панаретов изпраща материали до английската преса, в които разказва за проявените жестокости по време на въстанието.
Непосредствено след Освобождението става член на Либералната, а по-късно на Демократическата партия. През 1878 г. е началник на канцеларията на търновския губернатор, за кратко – 1878 – 1879 г., е и главен училищен инспектор в Сливенска губерния. В периода 1880 – 1881 г. е секретар на Министерски съвет, а след това заема същата длъжност в Българското агенство в Букурещ. След това работи като учител – в Пловдив (1881 – 1884), София (1885 – 1886), Враца (1887 – 1888) и отново в София (1889 – 1900). От 1884 е действителен член на Българското книжовно дружество, а от 1898 до 1900 г. е председател на неговия Историко-филологически клон. Активен участник в Демократическата партия, Славейков е кмет на София (6 септември 1885 – 31 октомври 1886) и народен представител (1886 – 1901). През последните седмици от живота си е просветен министър в правителството на Петко Каравелов.
Сътрудничи във всички издания на Либералната партия. Редактор е на вестниците „Целокупна България“, „Независимост“, „Търновска конституция“. Той е и един от основателите на вестник „Знаме“. Занимава се активно с изготвянето на преводи от английски и френски език на Робърт Бърнс, Пърси Биш Шели, Хенри Лонгфелоу, Уилям Шекспир, Ги дьо Мопасан и др. Използва литературните псевдоними „Малък славей“, „Барон фон Бръмбъл“, „Чуруликов“.
Иван Славейков умира в София на 7 май (24 април стар стил) 1901 г.

## Памет
На Иван Славейков е наречена улица в квартал „Витоша“ в София (Карта).
Част от личния му архив се съхранява във фонд 1451К в Държавен архив – София. Той се състои от 11 архивни единици от 1870 г.